# 伊丹市立天神川小学校
伊丹市立天神川小学校（いたみしりつ てんじんがわしょうがっこう）は、兵庫県伊丹市荒牧南三丁目にある公立小学校。

## 沿革
- 1957年（昭和32年）4月1日 - 開校。
- 1976年（昭和51年）4月1日 - 伊丹市立荻野小学校を分離。
- 1976年（昭和51年）4月1日 - 伊丹市立鴻池小学校を分離。

## 通学区域
- 荒牧、荒牧南、北野、荻野西二丁目、鴻池七丁目[1]

※卒業後は基本的に伊丹市立荒牧中学校に進学する。

## 通学区域が隣接している学校
- 伊丹市立荻野小学校
- 伊丹市立鴻池小学校
- 宝塚市立安倉小学校
- 宝塚市立安倉北小学校
- 宝塚市立長尾小学校
- 宝塚市立長尾南小学校
- 宝塚市立丸橋小学校